# Vasteland (binnenvaart)

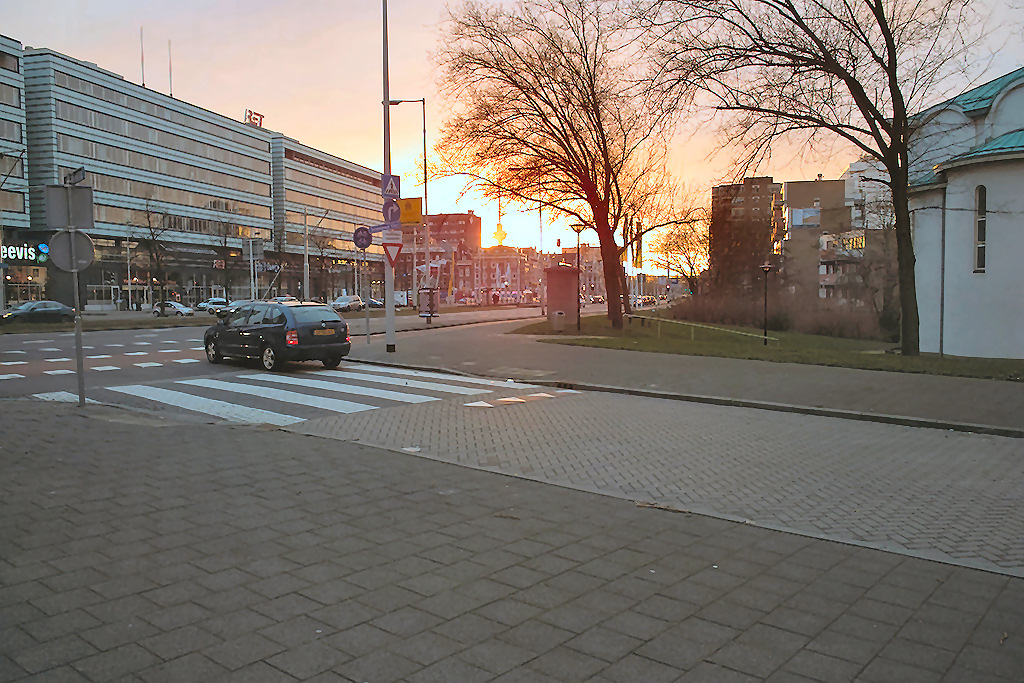
Het gebouw

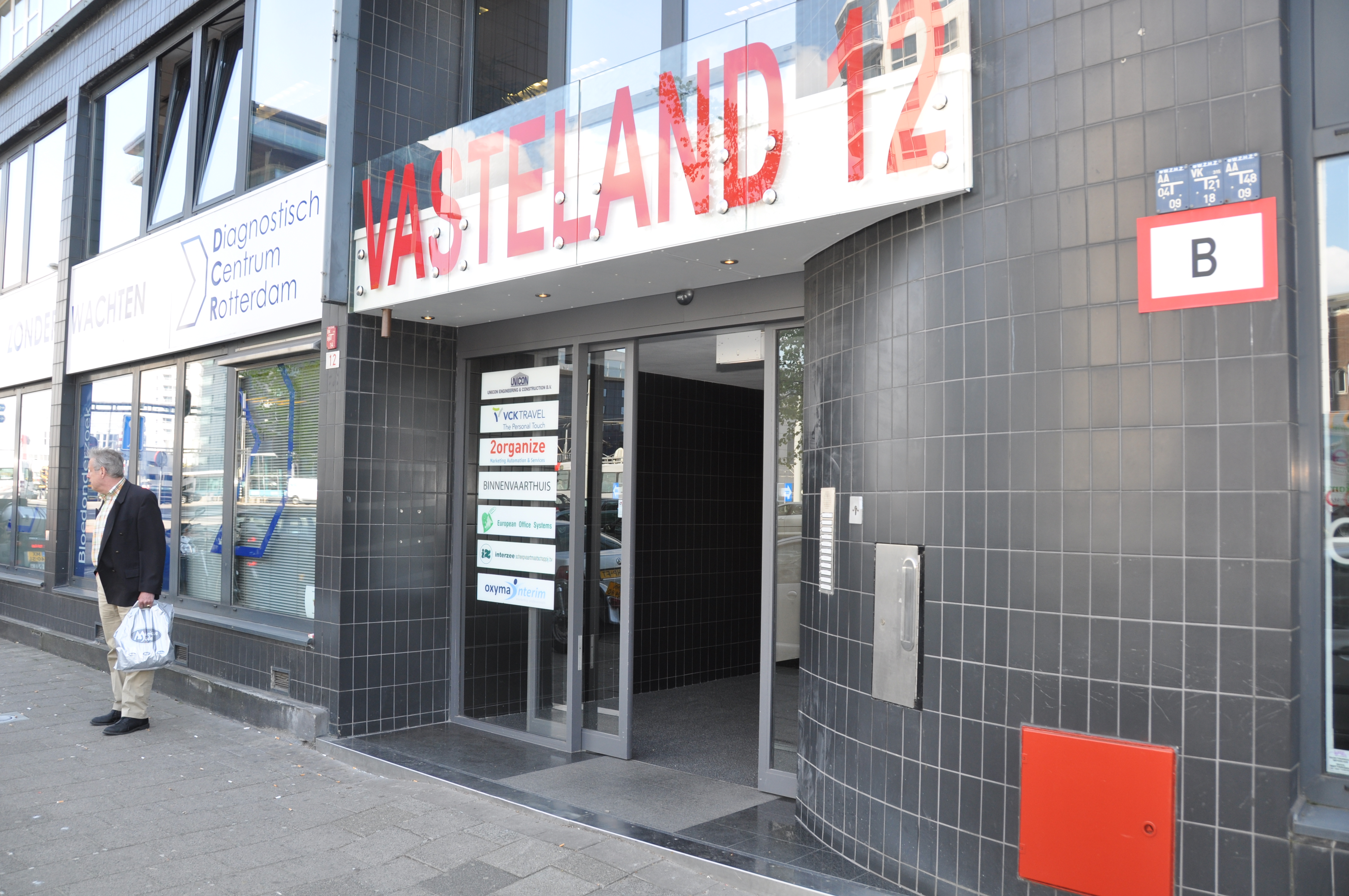
De ingang van het Binnenvaarthuis

Het Vasteland is een gebouw in het centrum van Rotterdam, gelegen aan de gelijknamige straat. Vasteland is een begrip in Noordwest-Europa voor mensen die iets met de binnenvaart van doen hebben, omdat in het gebouw een flink aantal binnenvaartorganisaties zijn gevestigd. Naar buiten toe presenteren een aantal van deze organisaties zich gezamenlijk ook wel als het Binnenvaarthuis.

## Organisaties
- Binnenvaart Logistiek Nederland (BLN) was een samenwerkingsverband van Koninklijke Schuttevaer en de BinnenvaartBrancheUnie. De organisatie is inmiddels gefuseerd tot Koninklijke Binnenvaart Nederland (KBN) en is verhuisd naar Zwijndrecht.
- SchippersVereniging Schuttevaer (SVS), de vereniging die de belangen behartigt van de binnenvaart op het gebied van de nautisch-technische zaken en de vaarwegeninfrastructuur, is als ledengroep van KBN meeverhuisd.
- Het Expertise- en InnovatieCentrum Binnenvaart (EICB), programmabureau voor het innovatieprogramma voor de binnenvaart en programmabureau voor expertiseontwikkeling is als gezamenlijk initiatief van het Centraal Bureau voor de Rijn- en Binnenvaart, Koninklijke Schuttevaer, Kantoor Binnenvaart en de Vereniging van sleep- en duwbooteigenaren 'Rijn & IJssel' ontstaan uit een convenant met het Ministerie van Verkeer en Waterstaat. Het is samen met Bureau Voorlichting Binnenvaart (BVB), dat voorlichting geeft over het (intermodale) product binnenvaart met als doel meer bekendheid te verkrijgen bij doelgroepen over de mogelijkheden en de voordelen die vervoer over water biedt en zich daarnaast bezig houdt met imagozaken c.q. onderwerpen die de promotie van het product binnenvaart (kunnen) beïnvloeden (logistiek, efficiency, innovatie, ICT, veiligheid en leefomgeving) en Bureau Telematica Binnenvaart (BTB), dat tot doel heeft het gebruik van Informatie- en Communicatie Technologie (ICT) in de binnenvaartsector als schakel in de vervoersketen te bevorderen, hebben per 01 september 2023 de krachten gebundeld en gaan ook in Zwijndrecht samen verder onder de naam IN-CITE.
- Bureau Innovatie Binnenvaart (BIB), dat tot doel heeft het stimuleren van innovaties in de binnenvaart op het gebied van bijvoorbeeld brandstofbesparing en andere technieken.
- IVR, is de internationale Vereniging voor de behartiging van de gemeenschappelijke belangen van de binnenvaart en de verzekering en voor het houden van het register van binnenschepen in Europa.
- Stichting Afvalstoffen en Vaardocumenten Binnenvaart (SAB), die het milieuaanspreekpunt is voor de binnenvaart en het systeem van afgifte van scheepsafvalstoffen beheert. Bovendien fungeert deze organisatie als loket voor afgifte en controle van vaardocumenten zoals dienstboekjes en vaartijdenboeken. Het heeft als bezoekadres de Waalhaven in Rotterdam
- Onderwijscoördinator Binnenvaart, die optreedt voor en namens de bedrijfstak als aanspreekpunt voor alles wat met beroepsopleidingen, in- en uitstroom en het beeld naar buiten te maken heeft.
- Kantoor Binnenvaart, dat als doel heeft: "een zo sterk mogelijke belangenbehartiging en dienstverlening te realiseren voor de particuliere binnenvaartondernemer". Het bestaat uit:
  - Onafhankelijke Nederlandse Schippersvakbond (ONS)
  - Christelijke Bond van Ondernemers in de Binnenvaart (CBOB)
  - Nederlandse RK Bond van Reders en Schippers St. Nicolaas
  - Vereniging Belgische Reders der Binnen- en Rijnvaart
  - Bond van Eigenschippers
  - Algemene Maatschappij voor Varenden
  - Katholiek Sociaal en Cultureel Centrum voor Rijn- en Binnenvaart
- Centraal Bureau voor de Rijn- en Binnenvaart (CBRB), een werkgevers- en ondernemersorganisatie voor binnenvaart en logistiek.
- Nederlandsch Binnenvaartbureau (NBB), een werkgeversvereniging in de binnenvaart
- Vereniging Europese Binnenvaartondernemers (VEB)

Daarbij zijn er ook gevestigd:
- Europese Binnenvaart Unie (EBU), die de belangen behartigt van de Europese binnenvaart t.o. Europese en internationale instellingen.
- Centraal Overleg Vaarwegen (COV), dat namens de binnenvaartbranche optreedt als centrale gesprekspartner voor de overheden of andere instanties als het gaat om zaken die betrekking hebben op het vaarwegenbeleid. Het bestaat uit:
  - SchippersVereniging Schuttevaer
  - EVO (verladersorganisatie)
  - Vereniging van Waterbouwers in bagger, kust- en oeverwerken (VBKO)
  - Nederlandse Vereniging van Binnenhavens, als aanspreekpunt voor de ontwikkeling van binnenhavens en het signaleren van knelpunten als input voor beleid van provincies en ministeries en centraal punt voor kennis, ervaring en uitwisseling van informatie over economische en maatschappelijke betekenis van binnenhavens voor de regio.